# Ximenia horrida
Ximenia horrida är en tvåhjärtbladig växtart som beskrevs av Urb. & Ekman. Ximenia horrida ingår i släktet Ximenia och familjen Ximeniaceae. Inga underarter finns listade i Catalogue of Life.